# پتی‌روشه
پتیت روشر، نیوبرانزویک (به انگلیسی: Petit-Rocher, New Brunswick) یک منطقهٔ مسکونی در کانادا است که در Gloucester County واقع شده‌است. پتیت روشر ۴٫۴۹ کیلومتر مربع مساحت و ۱٬۹۰۸ نفر جمعیت دارد.